# Sandro de Souza Yokota
Sandro de Souza Yokota, mais conhecido como Sandro (Mococa, 10 de julho de 1975) é um ex-futebolista brasileiro que atuava como meia.

## Carreira
Sandro iniciou sua carreira jogando no clube Corinthians em 1994. Com as cores do "Timão" em 6 de setembro de 1995, na derrota por 1–2 para o Bragantino, Sandro fez sua estréia no Campeonato Brasileiro. O Corinthians ganhou duas vezes o Campeonato Paulista em 1995 e 1997. Em 1997, mudou-se para atuar na segunda divisão pelo Mogi Mirim, que logo caiu para a terceira divisão. Em 1998-2000, ele era jogador do Grêmio, mas não conseguiu atuar na equipe principal. Com o Grêmio venceu o Campeonato Gaúcho em 1999. Em 2001 depois de uma curta passada pelo São Carlos, Sandro foi para o Royal Antwerp. Na temporada 2002-2003 começou no Samsunspor da Turquia, para após ir para o Hapoel Petah Tikva F.C., o qual foi o seu último clube na carreira.

## Seleção
Sandro jogou na equipe olímpica do Brasil. Em 1995, ele participou dos Jogos Pan-Americanos, em Mar del Plata, onde o Brasil foi eliminado nas quartas de final. No torneio Sandro participou de todas as quatro partidas, contra Costa Rica, Bermuda, Chile e Honduras.

## Títulos
Corinthians
- Campeonato Paulista: 1995, 1997

Grêmio
- Campeonato Gaúcho: 1999